# Santa Clara de Avedillo
Santa Clara de Avedillo – gmina w Hiszpanii, w prowincji Zamora, w Kastylii i León, o powierzchni 16,81 km². W 2011 roku gmina liczyła 192 mieszkańców.